# Ruokojärvi (sjö i Finland, Södra Savolax, lat 61,80, long 27,93)
Ruokojärvi är en sjö i Finland. Den ligger i kommunen Jockas i landskapet Södra Savolax, i den södra delen av landet, 240 km nordost om huvudstaden Helsingfors. Ruokojärvi ligger 95,4 meter över havet. I omgivningarna runt Ruokojärvi växer i huvudsak barrskog. Arean är 1,62 kvadratkilometer och strandlinjen är 13,64 kilometer lång. Sjön  ingår i Vuoksens huvudavrinningsområde. 